# Jean Gayon
Pour les articles homonymes, voir Gayon.
Jean Gayon, né le 15 juin 1949 à Saint-Maur-des-Fossés et mort le 28 avril 2018 dans le 15e arrondissement de Paris,, est un philosophe français.
Il est spécialisé en philosophie de la biologie, philosophie et histoire des sciences et en épistémologie.

## Biographie
Jean Gayon est agrégé de philosophie (1972), docteur en philosophie (Paris-I); et titulaire d'une maîtrise en biologie de Paris-VI, et d'une AEA génétique évolutive[Quoi ?] de Paris VII[réf. souhaitée]. Il soutient sa thèse d'État en 1989 (dir. François Dagognet) avec pour sujet : « La théorie de la sélection naturelle : Darwin et l'après-Darwin, une histoire de l'hypothèse de sélection naturelle ».  
Il est maître de conférences (1985-1990) puis professeur (1990-1997) à l'université de Bourgogne, puis professeur à l'université Paris VII - Diderot (1997-2001), puis professeur à l'université Paris-1 Panthéon-Sorbonne (2001-2016), jusqu'à son éméritat (2016). 
Jean Gayon est directeur de l'école doctorale de philosophie de Paris-I (depuis 2002); il fut membre senior de l'Institut Universitaire de France (1984 et 2010); il dirigea (2010-2016) l'Institut d'histoire et de philosophie des sciences et des techniques.

## Publications
Les travaux de Jean Gayon concernent notamment l'histoire de la biologie contemporaine, de la philosophie de la biologie et des sciences.
D'autres portent sur les aspects sociaux, politiques et éthiques des sciences de la vie et de la santé contemporains (eugénisme, problème des races humaines, biodiversité).

### Monographies
- Darwin et l'après-Darwin : une histoire de l'hypothèse de sélection naturelle, Paris, Ed. Kimé, 1992 [nouv. éd. revue et corrigée par Françoise Parot, Paris, Editions matériologiques, 2019] ; Darwinism's struggle for survival : heredity and the hypothesis of natural selection, trad. ang. Matthew Cobb, Cambridge, Cambridge University press, 1998.
- La connaissance de la vie aujourd'hui, avec Victor Petit, Londres, ISTE Edition, 2018 ; trad. ang. Knowledge of life today: conversations on biology - Jean Gayon interviewed by Victor Petit, ISTE-Wiley, 2019.

### Direction d'ouvrages
- Buffon 88 : actes du colloque international pour le bicentenaire de la mort de Buffon, Paris, Montbard, Dijon, 14-22 juin 1988 / réunis sous la dir. de Jean Gayon ; préf. d'Ernst Mayr ; postf. de Georges Canguilhem, Paris : J. Vrin ; Lyon : Institut interdisciplinaire d'études épistémologiques, 1992.
- Les figures de la forme, sous la dir. de Jean Gayon et Jean-Jacques Wunenburger, Paris, Éd. l'Harmattan, 1992.
- Les sciences biologiques et médicales en France, 1920-1950, actes du colloque de Dijon, 25-27 juin 1992, publiés par Claude Debru, Jean Gayon, Jean-François Picard, Paris, CNRS éd., 1994.
- Le paradigme de la filiation, sous la dir. de Jean Gayon et Jean-Jacques Wunenburger, Paris : Éd. l'Harmattan, 1995
- La rhétorique : enjeux de ses résurgences, sous la dir. de Jean Gayon, Jacques Poirier, Jean-Claude Gens, Bruxelles, Ousia, 1998.
- Corps et individuation, sous la dir. de Jean Gayon et Pierre-François Moreau, Dijon, Éd. universitaires de Dijon, 1998.
- Bachelard dans le monde, sous la dir. de Jean Gayon et Jean-Jacques Wunenburger ; préf. de Dominique Lecourt, Paris, Presses universitaires de France, 2000.
- 1900 : Redécouverte des lois de Mendel (F. Gros, J. Gayon, M. Morange & M. Veuille, eds.), Comptes Rendus de l'Académie des Sciences, Série des sciences de la vie, tome 323, n°12, décembre 2000.
- L'épistémologie française, 1830-1970, sous la direction de Michel Bitbol et Jean Gayon, Paris, Presses universitaires de France, 2006. 2e éd révisée: Paris, Ed. Matériologiques, 2015.
- Lamarck, philosophe de la nature, Pietro Corsi, Jean Gayon, Gabriel Gohau, Stéphane Tirard, Paris, PUF, 2006.
- L'éternel retour de l'eugénisme, sous la direction de Jean Gayon et Daniel Jacobi, avec la collaboration de Marie-Claude Lorne, Paris, Presses universitaires de France, 2006.
- Conceptions de la science : hier, aujourd'hui, demain : hommage à Marjorie Grene, sous la direction de Jean Gayon et Richard M. Burian, Bruxelles, Ousia, 2007.
- (en) Anastasios Brenner (éditeur) et Jean Gayon (éditeur), French Studies in the Philosophy of Science : Contemporary Research in France, vol. 276, Vienne/New York, Springer, coll. « Boston Studies in the Philosophy and History of Science », 2009, 375 p., 16 × 24,4 cm (ISBN 1402093675 et 9781402093678, DOI 10.1007/978-1-4020-9368-5, présentation en ligne)
- A non-Darwinian Darwin, Comptes Rendus Biologies, J. Gayon & M. Veuille (eds.), tome 333, n° 2, février 2010.
- Defining Life : Conference Proceedings, J. Gayon, C. Malaterre, M. Morange, F. Raulin-Cerceau,  S. Tirard (eds.), Origin of Life and Evolution of the Biosphere, 40, 2010.
- Les fonctions : des organismes aux artefacts, sous la direction de Jean Gayon et Armand de Ricqlès, Paris, Presses universitaires de France, 2010.
- Jacques Monod - A theorist in the era of molecular biology / Un théoricien à l’ère de la biologie moléculaire, edited by Jean Gayon, Michel Morange & François Gros, CRAS-Comptes Rendus Biologies, Volume 338, n° 6, Juin 2015.
- Inquiring into Human Enhancement. Interdisciplinary and International Perspectives, Edited by Simone Bateman, Jean Gayon, Sylvie Allouche, Jérôme Goffette and Michela Marzano. London, Palgrave MacMillan, 2015.
- Inquiring into Animal Enhancement. Model or Countermodel of Human Enhancement. Edited by Simone Bateman, Jean Gayon, Sylvie Allouche, Jérôme Goffette and Michela Marzano. London, Palgrave MacMillan, 2015.
- François Dagognet philosophe, épistémologue, sous la dir. de Bernadette Bensaude-Vincent, Jean-François Braunstein, Jean Gayon, Paris, Editions matériologiques, 2019.
- Le Dictionnaire Encyclopédique de l'Identité, sous la direction de Jean Gayon, Paris, Gallimard, 2020.
- Philosophie de la biologie. Textes clés, réunis et introduits par Jean Gayon et Thomas Pradeu, 2. tomes, Paris, Vrin, 2021.
- From Evolutionary Biology to Economics and Back.Parallels and Crossings between Economics and Evolution, Jean-Baptiste André, Mikael Cozic, Silvia De Monte, Jean Gayon, Philippe Huneman, Johannes Martens, Bernard Walliser (eds.), Sringer, 2022.
- Functions: From Organisms to Artefacts, Jean Gayon, Armand de Ricqlès, Antoine C. Dussault (eds.), Springer, 2023.

## Prix et distinctions
- 1996: “International Fellow” of the Center for the Study of Science in Society at Virginia Polytechnic Institute and State Un. (Blacksburg, Virginia, USA)
- 2002: Prix « Grammaticakis-Neumann » de philosophie des sciences, Académie des sciences de Paris
- 2002: Membre de l'Académie nationale des sciences allemande (Leopoldina)
- 2007: Membre de l'Académie internationale de philosophie des sciences
- 2011: Membre effectif de l'Académie internationale d'histoire des sciences
- 2012: Membre de l'Institut international de philosophie
- 2013: Membre de l'Academia Europaea, section "Philosophie, théologie et sciences religieuses"